# Roger Henrotay
Roger Henrotay, né le 28 mai 1949 à Vivegnis, est un ancien footballeur international belge. Il fut également directeur général du Standard de Liège entre 1987 et 1997.

## Carrière comme joueur
Roger Henrotay est né à Vivegnis, un village près de Liège. Il a rejoint dès son plus jeune âge les jeunes du Standard de Liège. En 1968, il a fait ses débuts en équipe première avec comme entraîneur René Hauss. Henrotay avait seulement 19 ans, mais a réussi à pratiquer un jeu respectable en tant que milieu de terrain offensif pour revendiquer une place dans l'équipe. Cette année la, il était entouré de joueurs de renommée comme Wilfried Van Moer, Jean Thissen, Jean Nicolay et Léon Semmeling.
Henrotay a joué pour le Standard jusqu'en 1975. Il a gagné à trois reprises le championnat de Belgique, dans la période dorée du Standard de Liège au début des années 1970. Il a également jouer plusieurs Coupe des clubs champions européens avec un quart de finale atteint en 1972. En 1975 il quitte le Standard de Liège pour rejoindre le Sporting de Charleroi. Les frais de transfert étaient de 7 millions de francs belges (environ 200 000 €), qui à cette époque était un record. Mais Henrotay a joué seulement une saison pour les zèbres et a ensuite rejoint le KSC Lokeren entrainé par Ladislav Novak. En 1979, lors de sa dernière année à Lokeren, Henrotay termine quatrième du championnat avec comme entraîneur Urbain Braems. Il a été pour Braems un des patrons de l'équipe à Lokeren.
Après Lokeren, Henrotay effectue son retour à sa ville natale. Henrotay s'installe à Liège, dans le second club de la ville de Liège, le RFC Liège où il est resté jusqu'en 1984. Où il a encore régulièrement joué et marqué, avant de mettre fin à sa carrière de joueur professionnel en 1984. Mais il continua à jouer en amateur, en tant qu'entraineur joueur, de 1984 à 1986, au RFC Huy, club qui évoluait en Promotion (Championnat de Belgique de football D4).

## Carrière comme directeur général
Après sa carrière de joueur de football, le football est resté  l'environnement de Roger Henrotay. Son ancien club le Standard de Liège était en difficulté à la fin des années 1980. Le club souffrait notamment de l'Affaire Standard-Waterschei en 1984. Le club était en difficulté financière et a demandé l'aide de Bernard Tapie, qui était le grand homme de l'Olympique de Marseille. Plus tard, le Standard a finalement décidé, sous la présidence de Jean Wauters de nommer Roger Henrotay comme secrétaire général du club.
Henrotay a pris soin de la politique de transfert du club et voulait obtenir de grands noms pour le Standard, mais aussi veiller à ce que leurs propres talents tels que Gilbert Bodart s'épanouisse a Liège. Une des premières recrues de Roger Henrotay au standard fut l'Israélien Ronny Rosenthal en 1988. Il est également à l'origine de la venue du brésilien André Alves da Cruz au Standard de Liège en 1990, un international brésilien. En 1989, il atteint peut-être son plus grand transfert en nommant comme entraineur Georg Kessler pour redonner du succès à Liège. Une saison plus tard, des doutes sont apparus sur Henrotay. Il a ouvertement critiqué son entraîneur et est allé à la recherche de successeurs pour Kessler.
Alors que certains titulaires se sont ralliés à l'entraîneur, Henrotay a annoncé qu'il était intéressé par un transfert de l'entraîneur roumain Mircea Lucescu. Mais Kessler n'a toujours pas été remplacé par Lucescu. C'est l'ancien joueur Arie Haan qui en 1991, est devenu le successeur de Kessler. 
En 1998, il a abandonné son travail en tant que Secrétaire général et le club a été repris par Reto Stiffler, Luciano D'Onofrio, et Robert Louis-Dreyfus.
- 1987 - 1997 - Directeur général du Standard de Liège

## Palmarès
- Vainqueur du championnat de Belgique trois fois: saisons 1968/1969, 1969/1970 et 1970/1971 avec le Standard de Liège.
- Finaliste coupe de Belgique à trois reprises.
- Finaliste de la Coupe de la Ligue Pro en 1974 avec le Standard de Liège.
- Vainqueur de la Coupe de la Ligue Pro en 1975 avec le Standard de Liège.
- Quart de finale de la Coupe d'Europe des clubs champions en 1971/1972 (avec le Standard de Liège).
- Quart de finale de la coupe des villes de foire (Coupe UEFA), (avec le Standard de Liège).
- Roger Henrotay a été transféré au SC Charleroi en 1975 pour un montant d'environ 7 millions de francs belges (environ 200 000 €), ce qui était le montant record pour un transfert de joueur de football à l'époque.

## Équipe nationale
Huit sélections en équipe nationale de Belgique, cinq matchs joués un but mis, saison 1974/1975.
Roger Henrotay a également disputé le Challenge Kentish avec l'équipe nationale belge militaire en 1971. Il avait d'ailleurs marqué 2 buts contre l'équipe de France militaire de Raymond Domenech pour la victoire 2-0 de la Belgique (à Charleroi).